# Relaciones Chile-Nauru
Las relaciones Chile-Nauru son las relaciones internacionales entre la República de Chile y la República de Nauru.

## Historia

### sigloXX
Las relaciones diplomáticas entre Chile y Nauru fueron establecidas el 6 de febrero de 1981.

## Misiones diplomáticas
- Chile no cuenta con representaciones diplomáticas ni consulares en Yaren.[2]
- Nauru no cuenta con representaciones diplomáticas ni consulares en Santiago de Chile.[2]